# محمد فیصل
محمد فیصل (دیوهی: މުޙައްމަދު ފައިސަލް؛ زادهٔ ۴ اوت ۱۹۸۸) بازیکن فوتبال اهل مالدیو است.
وی همچنین در تیم‌های ملی فوتبال زیر ۲۳ سال مالدیو و مالدیو بازی کرده است.